# Kolibri Kapital
Kolibri Kapital — норвежская инвестиционная компания, осуществляющая деятельность в сфере микрофинансового кредитования бедных слоёв населения в ряде развивающихся стран мира. Основана в 2000 году, штаб-квартира располагается в Осло.

## Концепция
Представляет собой инвестиционную компанию, выпускающую собственные акции, а также торгующую ими на внутреннем рынке Норвегии, через интернет-магазин Swedbank. Вырученные от продажи акций средства компания вкладывает в различные микрофинансовые институту развивающихся стран мира, которые в свою очередь кредитуют ими своих клиентов на льготных условиях. После погашения кредита средства возвращаются обратно в Kalibri Kapital с небольшим положительным процентом, таким образом компания имеет возможность выплачивать дивиденды держателям своих акций. Акционерами компании являются более 40 000 человек.
Согласно выбранному компанией вектору кредиты выдаются бедным предприимчивым людям в развивающихся странах, и предназначаются для развития деловой активности, либо для улучшения условий жизни или же жилищных условий. Кредиты могут быть обеспечены личными активами, такими, как ювелирные изделия или бытовая техника так же формой обеспечения могут выступать коллективы заемщиков. Кредиты, как правило, краткосрочные и не большие.
По состоянию на 2012 год оборотный капитал компании составлял 21,2 млн норвежских крон.
Основные направления кредитования компании это Латинская Америка, Азия и Африка.
На 2015 год компания вкладывает свои средства в следующие региональные микрофинансовые институты:
- D-FRIF (Боливия)
- Funbodem (Боливия)
- La Sagrada Familia (Боливия)
- D-MIRO (Эквадор)
- Georgian Credit (Грузия)
- Stromme Microfinance East Africa (Уганда, Кения, Танзания и Южный Судан)

Согласно данным компании, покупка новых акций на 10 000 крон, окажет помощь 30 бедным семьям на протяжении 5 лет.